# Nasławice (województwo świętokrzyskie)
Nasławice – wieś w Polsce położona w województwie świętokrzyskim, w powiecie sandomierskim, w gminie Klimontów.
W latach 1975–1998 miejscowość położona była w województwie tarnobrzeskim.

## Części wsi
| SIMC    | Nazwa   | Rodzaj    |
| ------- | ------- | --------- |
| 0796074 | Niuchów | część wsi |
| 0796080 | Smyków  | część wsi |

## Położenie i turystyka
Miejscowość leży na trasie drogowej Sandomierz-Klimontów. Wieś Nasławice zamieszkiwana jest przez około 200 osób, wszystkie obywatelstwa polskiego i wyznania rzymskokatolickiego. W miejscowości tej znajduje się m.in. remiza OSP.
Miejscowość znajduje się na odnowionej trasie Małopolskiej Drogi św. Jakuba z Sandomierza do Tyńca, która to jest odzwierciedleniem dawnej średniowiecznej drogi do Santiago de Compostela.

## Historia
Nasławice w wieku XIX to wieś i folwark w powiecie sandomierskim, gminie Klimontów, parafii Goźlice, odległe od Sandomierza  25 wiorst. 

W 1883 było tu 26 domów i  198 mieszkańców ziemi dworskiej 287 mórg i włościańskiej 234 mórg. 

W 1827 r. było 22 domów 60 mieszkańców. 

Folwark Nasławice i Krzeczkowice z wsią Niesławice posiadał rozległość 419 mórg w tym: grunta orne i ogrody mórg 359, łąk mórg 22, pastwisk mórg 25, zarośli mórg 2, nieużytków i placy było mórg 11. Budynków murowanych 6, z drewna 17. W uprawach stosowano płodozmian 6 i 9.polowy. W okolicy wsi są pokłady kamienia. Wieś Nasławice posiadała osad 24, z gruntem mórg 219.(Opis Bronisława Chlebowskiego SgKP t.6 s.926)
Według spisu powszechnego z roku 1921 w  kolonii Nasławice było 19 domów,109 mieszkańców, natomiast we wsi Nasławice 23 domy, 148 mieszkańców